# Serodino
Serodino är en ort i Argentina.   Den ligger i provinsen Santa Fe, i den centrala delen av landet, 300 km nordväst om huvudstaden Buenos Aires. Serodino ligger 38 meter över havet och antalet invånare är 3 375.
Terrängen runt Serodino är mycket platt. Runt Serodino är det ganska glesbefolkat, med 25 invånare per kvadratkilometer.. Serodino är det största samhället i trakten.
Trakten runt Serodino består till största delen av jordbruksmark.